# Guadalcobacín
El río Guadalcobacín es un corto río del sur de España que discurre por la provincia de Málaga. Es afluente del río Guadiaro, aunque algunas fuentes lo consideran la parta alta del Guadiaro. 

## Curso
Nace en la sierra de las Salinas, de una fuente llamada nacimiento de Parchite, en el término municipal de Ronda, y desemboca el río Guadiaro en el paraje conocido como La Indiana tras un recorrido de unos 13 km. Recibe los aportes de arroyo de la Ventilla en el pueblo de Arriate y del arroyo Espejo. Las cabeceras del primero se localizan en los materiales carbonatados del borde occidental de la sierra de los Merinos  y  Blanquilla, mientras que el de  Espejo lo hace en los materiales detríticos de la depresión de Ronda. Los tramos medios y finales de ambos arroyos discurren sobre estos mismos materiales.

## Entorno
En los espacios más llanos del valle del río Guadalcobacín encontramos un ejemplo de la configuración habitual de la campiña cerealista y olivarera del entorno de Ronda, donde las margas, arenas y gravas presentan un desarrollo edáfico suficiente y unas pendientes suaves que permiten la implantación de una agricultura principalmente de secano, pero también de regadío en las proximidades de las vegas aluviales. Geológicamente se trata de calizas jurásicas, formadas hace más de 140 millones de años.
El valle del Guadalcobacín es un sinclinal de amplia concavidad, lo que ha determinado su conformación como valle abierto que lo diferencia del angosto trazado del valle del Guadiaro a partir de la Cueva del Gato. Su generosa red de fuentes de agua lo convierte en el más fértil de toda la depresión de Ronda por lo que llegó a ser conocido con el nombre de huertas de Ronda (huertas del Guadalcobacín, ribera de los Frailes, huertas de Arriate), ya que de allí procedía una parte importante de los productos hortofrutícolas que se consumían en la comarca desde la antigüedad, como constatan los numerosos asentamientos romanos rurales de época alto imperial (segunda mitad del siglo I d. C., comienzos del siglo III d. C.) que se conocen.